# Hilde Synnøve Lid
Hilde Synnøve Lid, född den 18 mars 1971 i Voss, Norge, är en norsk freestyleåkare.
Hon tog OS-brons i damernas hopp i samband med de olympiska freestyletävlingarna 1994 i Lillehammer.